# 伍德克利夫萊克 (新澤西州)
伍德克利夫萊克（英語：Woodcliff Lake）是位於美國新澤西州伯根縣的自治市鎮。

## 人口
根據2020年美國人口普查的數據，伍德克利夫萊克的面積為9.19平方千米，當中陸地面積為8.74平方千米，而水域面積為0.45平方千米。當地共有人口6128人，而人口密度為每平方千米667人。